# Florian Eisath
Florian Eisath (Bozen, 27 november 1984) is een Italiaanse alpineskiër. Hij vertegenwoordigde zijn vaderland op de Olympische Winterspelen 2018 in Pyeongchang.

## Carrière
Eisath maakte zijn wereldbekerdebuut in december 2004 in Alta Badia. Een jaar later scoorde hij in Kranjska Gora zijn eerste wereldbekerpunten. In januari 2015 behaalde de Italiaan in Adelboden zijn eerste toptien klassering in een wereldbekerwedstrijd. Op de wereldkampioenschappen alpineskiën 2015 in Beaver Creek eindigde Eisath als achtste op de reuzenslalom. In Sankt Moritz nam hij deel aan de wereldkampioenschappen alpineskiën 2017. Op dit toernooi eindigde hij als zeventiende op de reuzenslalom. Tijdens de Olympische Winterspelen van 2018 in Pyeongchang eindigde de Italiaan als veertiende op de reuzenslalom.

## Resultaten

### Olympische Winterspelen
| Jaar | Plaats      | Resultaten       |
| ---- | ----------- | ---------------- |
| 2018 | Pyeongchang | 14e Reuzenslalom |

### Wereldkampioenschappen
| Jaar | Plaats       | Resultaten       |
| ---- | ------------ | ---------------- |
| 2015 | Beaver Creek | 8e Reuzenslalom  |
| 2017 | Sankt Moritz | 17e Reuzenslalom |

### Wereldbeker
Eindklasseringen
| Seizoen   | Algm | RS  | SG  | SC  |
| --------- | ---- | --- | --- | --- |
| 2005/2006 | 137e | 51e | –   | –   |
| 2006/2007 | 107e | 43e | 44e | 34e |
| 2007/2008 | 80e  | 51e | –   | 18e |
| 2009/2010 | 112e | 33e | –   | –   |
| 2010/2011 | 122e | 37e | –   | –   |
| 2011/2012 | 102e | 33e | –   | –   |
| 2012/2013 | 67e  | 22e | –   | –   |
| 2013/2014 | 102e | 33e | –   | –   |
| 2014/2015 | 55e  | 14e | –   | –   |
| 2015/2016 | 44e  | 9e  | –   | –   |
| 2016/2017 | 35e  | 9e  | –   | –   |
| 2017/2018 | 51e  | 14e | –   | –   |